# Cục Địa chất và Khoáng sản Việt Nam
Cục Địa chất và Khoáng sản Việt Nam (tiếng Anh: General Department of Geology and Minerals of Viet Nam, viết tắt DGMV) là cơ quan trực thuộc Bộ Nông nghiệp và Môi trường, thực hiện chức năng tham mưu, giúp Bộ trưởng Nông nghiệp và Môi trường quản lý nhà nước và tổ chức thực thi pháp luật về địa chất và khoáng sản trong phạm vi cả nước; quản lý và tổ chức thực hiện các hoạt động dịch vụ công thuộc phạm vi quản lý nhà nước của Tổng cục theo quy định của pháp luật.

## Lịch sử hình thành và phát triển
Năm 1946, chính quyền Việt Nam Dân chủ Cộng hòa ra quyết định thành lập Nha Khoáng chất và Kỹ nghệ thuộc Bộ Quốc dân Kinh tế (sau ngày 26 tháng 11 năm 1946 Bộ Quốc dân Kinh tế đổi tên thành Bộ Kinh tế). Năm 1955, thành lập Sở Địa chất và Cục Khai khoáng thuộc Bộ Công thương. Đến năm 1957 thành lập Cục Địa chất thuộc Bộ Công nghiệp, ba năm sau thành lập Tổng cục Địa chất trực thuộc Hội đồng Bộ trưởng (nay là Chính phủ).
Năm 1987 thành lập Tổng Cục Mỏ và Địa chất trực thuộc Hội đồng Bộ trưởng (nay là Chính phủ) được thành lập trên cở sở Tổng cục Địa chất. Ba năm sau, Tổng cục Mỏ và Địa chất giải thể, thành lập Cục Địa chất Việt Nam, chuyển Cục Quản lý Tài nguyên khoáng sản Nhà nước trực thuộc Bộ Công nghiệp nặng. Đến năm 1996 thành lập Cục Địa chất và Khoáng sản Việt Nam trực thuộc Bộ Công nghiệp được thành lập trên cở sở hợp nhất Cục Địa chất Việt Nam và Cục Quản lý Tài nguyên Khoáng sản Nhà nước.
Năm 2002, sau khi Bộ Tài nguyên và Môi trường được thành lập, chức năng quản lý nhà nước về Địa chất, Khoáng sản chuyển từ Bộ Công nghiệp sang Bộ Tài nguyên và Môi trường. Ngày 21 tháng 5 năm 2010, Thủ tướng Chính phủ ban hành Quyết định số 718/QĐ-TTg ngày 21/5/2010 về lấy ngày 2 tháng 10 là Ngày Truyền thống của ngành Địa chất Việt Nam. Tháng 7 năm 2011: Cục Địa chất và Khoáng sản Việt Nam được nâng cấp thành Tổng cục Địa chất và Khoáng sản Việt Nam bởi Quyết định số 26/2011/QĐ-TTg ngày 4/5/2011 của Thủ tướng Chính phủ.
Đến năm 2023, Tổng cục Địa chất và Khoáng sản Việt Nam giải thể và được tách ra thành Cục Địa chất Việt Nam và Cục Khoáng sản Việt Nam. Ngày 1 tháng 3 năm 2025, trong đợt Cải cách thể chế, khi Bộ Nông nghiệp và Phát triển Nông thôn sáp nhập với Bộ Nông nghiệp và Môi trường thì Cục Địa chất Việt Nam và Cục Khoảng sản Việt Nam tái hợp nhất thành Cục Địa chất và Khoáng sản Việt Nam.

## Cơ cấu tổ chức
Theo quy định ban hành năm 2025, Cục Địa chất và Khoáng sản gồm các phòng chuyên môn: Văn phòng, Phòng Địa chất, Phòng Khoáng sản, Phòng Kế hoạch - Tài chính, Phòng Tổ chức cán bộ, Phòng Pháp chế và Kiểm soát hoạt động địa chất, khoáng sản, Phòng Khoa học, Công nghệ và Hợp tác quốc tế, Phòng Kinh tế Địa chất và Khoáng sản. Ngoài ra còn 2 Chi cục Địa chất và khoáng sản miền Trung và Chi cục Địa chất và Khoáng sản miền Nam. Cục có các đơn vị sự nghiệp gồm Liên đoàn Bản đồ và Địa chất biển miền Bắc, Liên đoàn Bản đồ và Địa chất biển miền Nam, Liên đoàn Địa chất Đông Bắc, Liên đoàn Địa chất Tây Bắc, Liên đoàn Địa chất Bắc Trung Bộ, Liên đoàn Địa chất Trung Trung Bộ, Liên đoàn Địa chất Xạ - Hiếm, Liên đoàn Vật lý Địa chất Trung tâm Thông tin, Lưu trữ và Bảo tàng Địa chất, Trung tâm Phân tích và Kiểm định địa chất.

## Xuất bản
Tạp chí Địa chất là tạp chí chuyên ngành, ra đời năm 1961. Ban đầu là Nội san Địa chất, xuất bản định kỳ mỗi tháng một số. Đến số 8 (tháng 4/1962) nội san đổi thành "Tập san Địa chất" xuất bản định kỳ mỗi tháng một số và được phát hành rộng rãi.
Từ số 172 (tháng 1/1986), Tập san được đổi tên là "Tạp chí Địa chất" xuất bản định kỳ 2 tháng một số. Từ năm 1993, Tạp chí xuất bản loạt B bằng tiếng Anh "Journal of Geology" với số lượng một năm 2 số. Các tạp chí đều chưa có tiếng tăm trong làng tạp chí thế giới .